# Hydraecia lutea
Hydraecia lutea är en fjärilsart som beskrevs av Tutt 1891. Hydraecia lutea ingår i släktet Hydraecia och familjen nattflyn. Inga underarter finns listade i Catalogue of Life.